# Alessandro Calandrelli
Alessandro Calandrelli (Roma, 8 ottobre 1805 – Albano Laziale, 7 febbraio 1888) è stato un politico e militare italiano.

## Biografia
Capitano dell'esercito pontificio, aderì al Governo provvisorio e fu eletto deputato dell'Assemblea costituente con oltre 7000 voti. 
Il 14 febbraio 1849 fu nominato sostituto del ministro della Guerra e della Marina. L'incarico fu confermato il 22 febbraio e mantenne l'incarico per tutto marzo. Si dimette con una lettere ai triumviri del 1º aprile.
Ad aprile il nuovo ministro della guerra, Giuseppe Avezzana lo nomina responsabile "della direzione di tutte le fortificazioni della Città e Forti", mettendosi in luce il 30 aprile 1849 quando viene respinto l'attacco portato dalle truppe della Repubblica francese.
L'8 maggio il triumvirato lo nomina presidente di una commissione incaricata di "giudicare le requisizioni illegali"
In seguito, ministro interno. Fece parte del secondo triumvirato, insieme ad Aurelio Saliceti e Livio Mariani.
I tre rimasero in carica dal 1º al 4 luglio 1849, giorno della capitolazione della Repubblica, alla cui difesa partecipò meritando una medaglia d'oro al valor militare.
Condannato a morte per alto tradimento durante la restaurazione pontificia, gli fu commutata la pena da Pio IX in venti anni da scontarsi nel carcere di Ancona. In seguito a passi diplomatici compiuti da Federico Guglielmo IV di Prussia, la pena fu infine commutata nell'esilio, che scontò a Berlino, dove visse dando lezioni di italiano (tra i suoi allievi ebbe Alexander von Humboldt e Ferdinand Lassalle). Sposò Emilia Reineke dalla quale ebbe tre figli. Rientrò a Roma nel 1870, dopo la presa di Porta Pia, riprendendo l'attività politica e venendo eletto consigliere municipale.